# Jean-Adolphe-Louis-Robert Flavigny
Jean-Adolphe-Louis-Robert Flavigny, francoski general, * 1880, † 1948.